# Celso Faria
Celso Faria nome artístico de José Celso Góes de Faria (São Paulo, 7 de abril de 1932 — Niterói, 12 de outubro de 2014) foi um ator brasileiro, tendo também origem italiana.
Filho do ator italiano José Jorge Faria. 
Viveu na Itália de 1962 a 1972 onde ficou muito conhecido por ter participado das western spaghetti. Na Itália, costumava usar o pseudônimo Tony Andrews.
Morreu em 2014 aos 81 anos, vítima de Doença Pulmonar Obstrutiva Crônica (DPOC); ele estava internado, desde o dia 27 de setembro de 2014.

## Cinema
- 1957 - Rebelião em Vila Rica
- 1958 - Ravina
- 1958 - Chofer de Praça .... Raul
- 1959 - Ravina
- 1960 - Marido de Mulher Boa .... Sérgio
- 1960 - Conceição
- 1962 - Copacabana Palace
- 1964 - Michelino Cucchiarella
- 1967 - Don't Wait, Django... Shoot!
- 1968 - Pray to God and Dig Your Grave .... Ignazio
- 1969 - O Anjo Assasino
- 1969 - Dona Violante Miranda
- 1969 - Sono Sartana, il vostro becchino
- 1969 - They Came to Kill Sartana .... Ramírez
- 1970 - Django e Sartana - Até o Último Sangue .... Frank Cutler
- 1971 - Sheriff of Rock Springs....Juiz
- 1973 - Café na Cama .... Vitorinno
- 1975 - Confissões de Uma Viúva Moça .... Roberto
- 1977 - A Mulata que queria Pecar
- 1977 - Ódio .... Nestor
- 1978 - O Peixe Assassino
- 1979 - O Caso Cláudia
- 1979 - Killer Fish
- 1979 - Terror em Êxtase
- 1979 - Eu Matei Lúcio Flávio .... Delegado Goulart
- 1980 - Terror e Êxtase
- 1980 - A Rainha do Rádio
- 1980 - Um Menino... Uma Mulher
- 1980 - As Delícias do Sexo
- 1981 - Os Rapazes das Calçadas
- 1981 - O Sequestro
- 1982 - Luz del Fuego
- 1982 - Escalada da Violência
- 1983 - O Bom Burguês
- 1983 - O Início do Sexo
- 1984 - Amenic - Entre o Discurso e a Prática
- 1984 - Profissão Mulher
- 1986 - Rockmania
- 1987 - Johnny Love .... Capanga
- 1991 - Vai Trabalhar, Vagabundo II: a Volta